# NGC 185
Az NGC 185 (más néven Caldwell 18) egy törpe szferoidális galaxis a Cassiopeia csillagképben.

## Felfedezése
A galaxist William Herschel fedezte fel 1737. november 30-án.

## Tudományos adatok
Az NGC 185 a Lokális Csoport tagja. A közeli NGC 147 törpe szferoidális galaxissal fizikai párt alkot.
Walter Baade 1951-ben fiatal kék objektumokat vélt felfedezni benne, amiket fiatal csillagoknak gondolt. Később viszont kiderült, hogy ezek nem önálló csillagok hanem csillaghalmazok. Martínez-Delgado egy szupernóva-maradványt is felfedezett benne.
Az NGC 185 galaxis 202 km/s sebességgel közeledik hozzánk. Átmérője megközelítőleg 9700 fényév (9,177·1019 m).